# الحدود السعودية اليمنية
الحدود السعودية اليمنية، هي الحدود الممتدة بين المملكة العربية السعودية والجمهورية اليمنية. وتمتد الحدود وفقا لـ معاهدة الطائف 1934، بالقرب من دويما بين الموسم السعودية وميدي اليمنية، على ساحل البحر الأحمر وتتجه شرقا، فالشمال الشرقي بالقرب من مدينة حرض، ثم تتعرج الحدود بين الجبال، متتبعة الأودية حتى تصل إلى مشارف المناطق الرملية المتصلة بالربع الخالي، بحيث يكون ما يقع غربها وشمالها تابعًا للمملكة العربية السعودية، وما يقع جنوبها وشرقها يتبع اليمن. وتتضمن الاتفاقية بين البلدين الاتفاق على أن يكون هناك منطقة 10 كيلو مترات بينهما تكون مخصصة لرعاة الماشية، ولا تقع تحت سيطرة أي جانب.
أعادت السعودية عملية بناء جدار حاجز بين البلدين في عام 2013 وذكرت بي بي سي أن الحاجز يبلغ طوله 2000 كم، لإغلاق الحدود بينها وبين اليمن، ويقول فرانك غاردنر مراسل بي بي سي للشؤون الأمنية، الذي زار الحدود بين البلدين، إن الجزء الأول من الحاجز قد اكتمل بناؤه. ، وكانت السعودية قد شرعت ببنائه في نهاية عام 2003 وبداية عام 2004 وأعتبرت اليمن ذلك حينها مخالفاً لاتفاقية جدة 2000 التي فيما يبدو أنها حلت مشكلة الحدود بين البلدين.

## نبذة مختصرة
بعد سقوط الدولة العثمانية قسم البريطانيون الجزيرة العربية  ، واستقل شمال اليمن عن الدولة العثمانية عام 1849 ، وقامت المملكة المتوكلية عام 1918 بعد سقوط الدولة العثمانية وملوكها من آل حميد الدين. وكان الأدارسة يسيطرون على جازان وعسير والسواحل الغربية حتى الحديدة وعقدوا معاهدة صداقة مع الإنجليز عام 1915 وبدأ بتلقي المساعدات المالية عام 1917  وأقاموا معاهدة مشابهة مع ابن سعود عرفت بمعاهدة دارين بحضور النقيب ويليام هنري شكسبير وتخلى البريطانيون عن سياسة عدم التدخل في شؤون وسط والجنوب الغربي من شبه الجزيرة العربية وسلموا الحديدة إلى الأدارسة عام 1926  كانت علاقة الإمام يحيى حميد الدين سيئة مع الإنجليز وكان يحاول بسط نفوذ المملكة المتوكلية على باقي اليمن فخاض حروباً ضد سلاطين جنوب اليمن المرتبط بالإنجليز وكان جيشه على بعد خمسين كيلو متراً من عدن فتدخل البريطانيون أخيراً وقصفوا قعطبة وتعز بالطائرات لمدة خمسة أيام  وخاض حروباً مماثلة مع الإمارة الإدريسية دفعت الأدارسة للالتحاق ببن سعود أدرك الإمام أن توقيع معاهدة مع الإنجليز أمر لا مفر منه خاصة أن قوات بن سعود كانت تهدد المناطق الشمالية للبلاد. في عام 1932، توجّه الإمام إلى مناطق قبائل وائلة ومنها إلى نجران موطن قبيلة يام. عدد كبير من هذه القبيلة ناصر الإمام وطُرد جيش بن سعود من المنطقة 

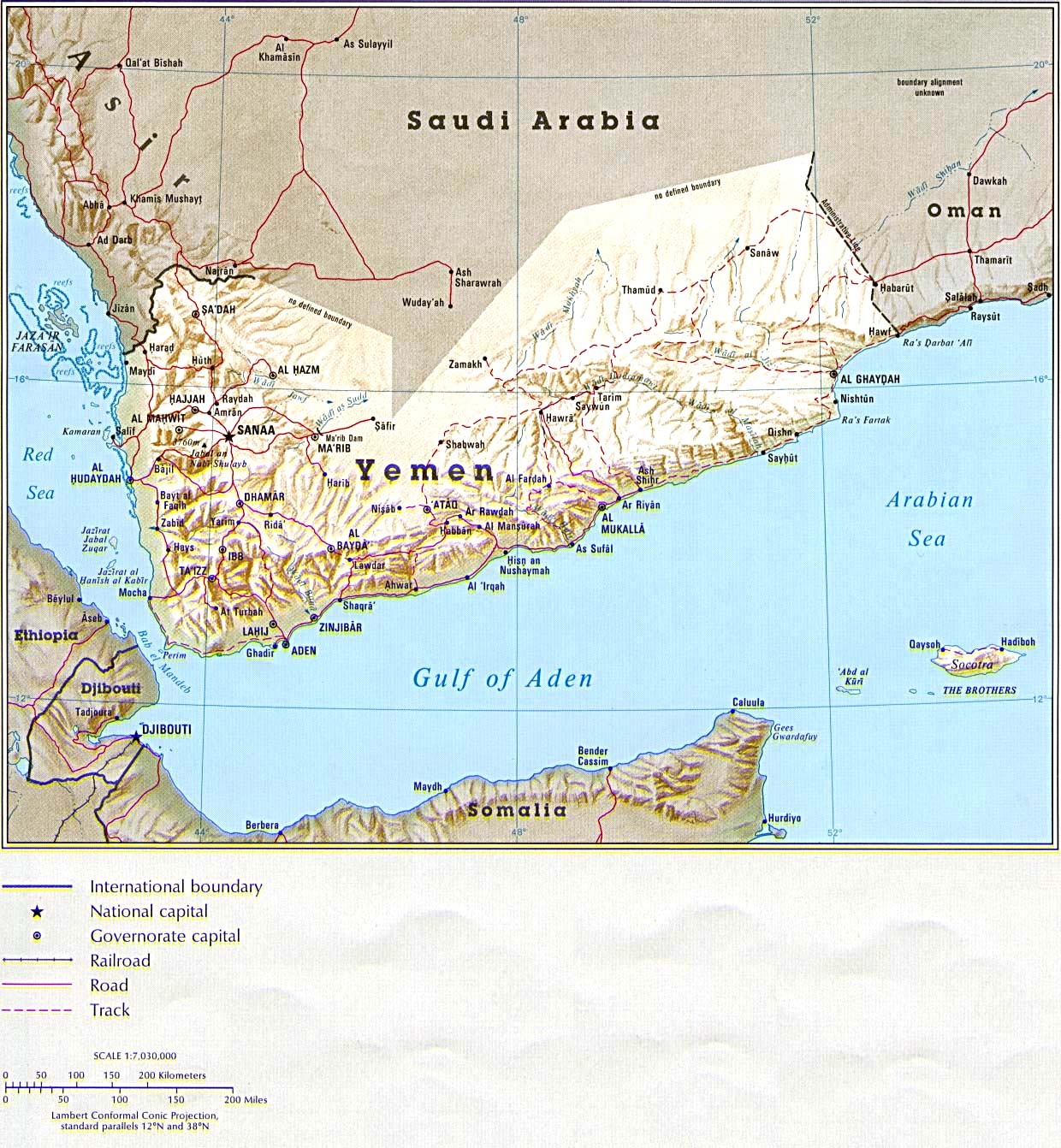
خريطة اليمن عام 1993، تظهر الحدود قبل التوقيع على معاهدة جدة عام 2000

نجران لم تكن مصدر المشكلة بل عسير، إذ أدرك الأدراسة أن بن سعود سيبتلع بلادهم فنقضوا الحلف بينهم وبينه والتحقوا بالإمام عام 1933 وكانت قوات بن سعود تحاول استعادة السيطرة على نجران حينها، فهرب كثير من سكان نجران إلى عسير وقامت الحرب اليمنية السعودية عام 1934 وكانت حربا بين الأدارسة في عسير وجازان والحديدة التابعة للإمارة الادريسية حينها وبن سعود ولم تشتبك قوات الإمام مع بن سعود إلا في نجران، واستعاد بن سعود نجران وإنسحب من مائة كيلو متر بعد صبيا كانت قد سقطت بيده من الأدارسة وتم توقيع معاهدة الطائف في 1934 لإدراك الإمام أن قواته لن تصمد أمام قوات بن سعود وقوات سلاطين قبائل جنوب اليمن وكلاهما كان متعاهداً مع الإنجليز  نصت المعاهدة بين الإمام والإنجليز على ضرورة تجديدها كل أربعين سنة ومع بن سعود كل عشرين سنة وكانت هذه المعاهدة هي ماحدد حدود ماعُرف بشمال اليمن بين بن سعود في شماله والإنجليز وسلاطين ماعُرف باليمن الجنوبي في جنوبه  وجاء في المعاهدة أن تُضم عسير إلى السعودية عقب وفاة الأمير الإدريسي
في عام 1962، قامت ثورة أخرى استطاعت إسقاط الإمامة وقتل الإمام أحمد ومحاصرة قصر الإمام محمد البدر حميد الدين وإعلان الجمهورية الثورية في 26 سبتمبر 1962 ففر الإمام البدر إلى السعودية التي قدمت له الدعم واستمرت المعارك التي تدخل فيها الجيش المصري لصالح الثوار الجمهوريين سبع سنوات انتهت بانتصار الجمهوريين وقيام الجمهورية العربية اليمنية.
في 1974، طلبت السعودية اعتماد الحدود نهائيا ووافق وزير الخارجية اليمني آنذاك على الطلب إلا أنه قوبل برفض شعبي وسياسي كذلك أدى إلى رفضه  تم اعتماد الحدود بعد إتفاق جدة في 13 يوليو عام 2000.

## معاهدة الطائف
نصت معاهدة الطائف على وقف الحرب بين البلدين، واستقلال كل منهما، كما قامت بتعيين الحدود بينهما، وتحددت مدة سريانها بعشرين عاماً على أن تجدد من تلقاء نفسها ما لم يعرب أحد الطرفين أو كلاهما عن رغبته في تعديلها. ، رسمت المعاهدة الحدود بين البلدين كما وتضمنت 23 مادة كما نصت المادة الرابعة على تحديد الحدود بين نقطة ميدى والموسم على البحر الأحمر وحتى أطراف الحدود بين من عدايام بن زيد وائلي وغيره وبين (يام) على أن يكون كل ما هو يسار هذا الخط للسعودية وكل ما على يمينه لليمن.
وتضمنت المادة الثانية اعترافا متبادلا وواضحا باستقلال كل من الطرفين، وأن يسقط كل منهما أي حق يدعية في تعديل هذه الحدود كما نصت المادة الخامسة على تعهد الطرفين بعدم إيجاد أي بناء محصن في مسافة خمسة كيلومترات من كل جانب من جانبي الحدود وتضمنت المادة الثامنة التزام الطرفين بالامتناع عن الرجوع للقوة لحل المشكلات بينهما سواء كان سببها هذه المعاهدة أو تفسير بعض موادها وفي حالة عدم التوفيق يلجأ الطرفان إلى التحكيم الموضحة شروطه في ملحق المعاهدة.
وحددت المادة 22 مدة الاتفاقية بعشرين سنة قمرية تامة قابلة للتجديد أو للتعديل خلال الستة أشهر الأولى التي تسبق تاريخ انتهاء مفعولها فإذا لم تجدد أو تعدل في ذلك التاريخ تظل سارية المفعول إلى ما بعد ستة أشهر من إعلان أحد الفريقين المتعاقدين الفريق الآخر رغبته في التعديل وشكّلت لجنة خاصة قامت بتعيين مواقع الحدود ووضع علاماتها ولم يثر أحد الطرفين مسألة تجديد الاتفاقية أو تعديلها في عامي 1954، 1974 .

## الحدود مع اليمن الجنوبي
شملت معاهدة الطائف اليمن الشمالي فقط، وكان الوضع في الجنوب اليمني مختلفاً كثيراً فبريطانيا الدولة الـمُستعمِرة للجنوب، لم تعترف بالوجود السعودي في منطقة شرورة، ولم تشملها بأي مفاوضات حدودية معها.
خلال نزاع السعودية مع ثورة 26 سبتمبر في الشمال ودعمها بالمال والسلاح للجانب الملكي طوال سبع سنوات (1962 ـ 1969) أخذت السعودية تتوسع في الربع الخالي، وهي منطقة غير مرسّمة ولم تلحظها معاهدة الطائف وملاحقها
بعد إعلان استقلال جنوب اليمن من الاستعمار البريطاني، في 1972 وقعت أول حرب يمنية جنوبية مع السعودية، عندما استولت السعودية على إقليمي الوديعة وشرورة اليمنيين.
فقد كانت بريطانيا قد رسمت حدود اليمن الجنوبي (أو ما كان يسمى باتحاد الجنوب العربي) مع السعودية، وسمي «خط الاستقلال»، الذي لم تعترف به السعودية. ومع بداية الاستقلال في عدن في عهد الرئيس سالم ربيع علي ، بدأ أول رئيس لجمهورية اليمن الديمقراطية الشعبية (جنوب اليمن) حوارات محدودة مع السعودية حول الحدود بين البلدين، ووافقت حكومة الرئيس قحطان الشعبي على تشكيل لجنة يمنية جنوبية ـ سعودية لبحث موضوع الحدود. لكن هذه اللجنة لم تجتمع قط.
وكان موضوع الحدود في الجنوب اليمني مرتبطاً تاريخياً بالعلاقة مع الشمال، على الرغم من الأمر الواقع المفروض على الأرض. فقد ظل الإمام يحيى يدّعي السيادة على السلطنات وعلى حضرموت في الجنوب، ولم يتخل عن منازعة بريطانيا عليها، طوال سنوات الوجود البريطاني وهو في الحكم. كذلك ظلت صنعاء، عبر كل العهود الملكية والجمهورية معاً تدّعي حقوقها التاريخية في اليمن الجنوبي.

## التفاوض على الحدود
حاولت السعودية قبل أيام قلائل من إعلان الوحدة اليمنية 1990 إقناع الزعماء الجنوبيين بفصل موضوع الحدود بين الجنوب والسعودية عن موضوع الحدود بين الشمال والسعودية في نصوص اتفاقية الوحدة، بحيث يبقى هذا الموضوع تحت سيطرة الجنوب لا الحكومة المركزية في الترتيبات الدستورية التي يجري إعدادها لدولة الوحدة. وأقنع الزعماء الجنوبيين بتشكيل لجنة فنية بينهما للنظر في مشكلة الحدود. بل حاول السعوديون أيضاً إقناع الزعماء الجنوبيين بالتوصل بسرعة إلى ترسيم الحدود مع السعودية، بحيث يصبح أمراً واقعاً أمام دولة الوحدة عندما يتم إعلانها.

ظلت المماطلة في موضوع الحدود تجر فصولاً، ولم تبدأ المفاوضات الجدّية الوحيدة حول الحدود إلاّ في عهد علي عبد الله صالح. فبينما كانت العهود السابقة التي تعاقبت على اليمن تتهرب وتماطل في النظر بمعاهدة الطائف، كان موقف الرئيس علي عبد الله صالح أوضح المواقف وأجرأها، وعندما تحركت قضية الوحدة بين صنعاء وعدن بشكل جدّي، وبات تحقيقها قرابة قوسين أو أدنى، زار الرئيس صالح الملك فهد في حفر الباطن قادماً من عمان بعد انعقاد قمة مجلس التعاون العربي في مارس 1990 ، أراد صالح من زيارته إقناع الملك فهد بتأييد الوحدة بين شطري اليمن، لأنها ستجعل من الممكن حسم موضوع الحدود بعد أكثر من نصف قرن من المراوغة، وأن بدء مفاوضات جدّية حول كل قضايا الحدود، القديم منها والجديد، والذي تشمله معاهدة الطائف أو لا تشمله، أصبح ضرورياً ضرورة مطلقة. ويبدو أن الملك فهد اقتنع بمنطق الأمور كما شرحه له الرئيس صالح، فخرج من الاجتماع ليعلن من حفر الباطن : 
| الحدود السعودية اليمنية | أن المملكة العربية السعودية تريد الوحدة اليمنية وتؤيدها بلا تحفظ | الحدود السعودية اليمنية |

ولما أُعلنت الوحدة بين شطري اليمن، تضمن أول بيان لأول رئيس وزراء لليمن الموحد وهو حيدر أبو بكر العطاسالصادر في 20 يونيو 1990، إعلاناً واضحاً وصريحاً: 
| الحدود السعودية اليمنية | أن الجمهورية اليمنية الجديدة الموحدة على استعداد لحل قضايا الحدود كافة، براً وبحراً، مع جيرانها على أساس الحقوق التاريخية والقانون الدولي. | الحدود السعودية اليمنية |

لما تمّت الوحدة اليمنية، وتلتها حرب الخليج الثانية واتضح حجم النفط المخزون في اليمن ، ثارت المشكلة الحدودية من جديد إثر الاتفاق على ترسيم الحدود نهائياً بين اليمن وسلطنة عمان في 1990 ، فقامت المباحثات بين الطرفين في صورة لجنة للخبراء الثنائية بدأت في سبتمبر 1992، بعد أن جرت مشاورات ثنائية في جنيف في يوليو 1992 وعقدت سبعة لقاءات بالتناوب بين الرياض وصنعاء .
وكان لا بد من مفاوضات جدية حول الحدود. وتألفت لجنة سعودية يمنية مشتركة من الخبراء للتفاوض من أجل التوصل إلى حل للمشكلة. واجتمعت اللجنة سبع مرات حتى بداية حرب الانفصال ولم تسفر هذه الاجتماعات عن أي نتائج بسبب تمسك السعودية بمعاهدة الطائف 1934، التي تقضي بمنح السعودية المناطق الثلاث: نجران، جازان وعسير.
طلب السعوديون من اليمنيين ضرورة الاتفاق على ترسيم العلامات الحدودية التي وضعت بين البلدين بموجب معاهدة الطائف. أي أن السعودية تريد اعترافاً رسمياً من اليمن، بترسيم الحدود بشكلها الحالي نهائياً، بحيث تعترف السعودية بسيادة اليمن على الحديدة بمقابل اعتراف اليمن بسيادة السعودية على شرورة والوديعة وفي وضع غير قابل للتراجع أو النقض.
أما الجانب اليمني، فقد اعتبر أن معاهدة الطائف 1934، ملغاة منذ أيلول 1992، وهو يعارض تجديدها. وقدّم اليمن إلى الجانب السعودي خلال اجتماع اللجنة في تعز في أغسطس 1993، مقترحات تتضمن البدء بالتفاوض على خط الحدود الذي لم تتضمنه معاهدة الطائف، والممتد شرقاً من نقطة جبل الثارحتى الحدود مع سلطنة عمان، على أن يترك موضوع خط الحدود الغربية، المنصوص عليه في معاهدة الطائف، والممتد من جزيرة الموسم على البحر الأحمر حتى جبل الثار شرقاً، إلى ما بعد الاتفاق على الحدود الشرقية، وهي الحدود مع سلطنة عمان.
والهدف اليمني من هذا الطرح، هو عدم إعطاء السعودية اعترافاً نهائياً وشرعياً بالحدود الواقعة بين البلدين جنوب نجران. إلاّ أن الجانب السعودي تمسك بالمشروع الذي اقترحه عند بدء المفاوضات في سبتمبر 1992، وهو الإبقاء على معاهدة الطائف كما هي. إضافة إلى ترسيم حدود بحرية في البحر الأحمر غير منصوص عليها في المعاهدة.

وظلت العقدة السعودية على حالها وهي المتمثلة في الوصول إلى مياه المحيط الهندي عن طريق اختراق حدود اليمن إلى بحر العرب، وعدم المساس بمعاهدة الطائف للعام 1934 ، بأي شكل، لأنها أحد إنجازات عهد الملك عبد العزيز في توحيد شبه الجزيرة العربية. يقابل ذلك العقدة اليمنية التي عبّر عنها الرئيس علي عبد الله صالح عندما قال: 
| الحدود السعودية اليمنية | يستحيل علي القبول باتفاق حدود مجحف مع السعودية، أسجل فيه على نفسي وعلى أولادي من بعدي بأني باسم اليمن تخليت عن أرض يمنية لدولة أقوى وأغنى منه، كسبتها بحرب غزو غير متكافئة | الحدود السعودية اليمنية |
| — علي عبد الله صالح     | |                         |

إن معاهدة الطائف كانت قد نصت على تجديدها كل 20 سنة، أو إعادة النظر فيها برغبة الطرفين. وعندما مرت الفترة الأولى للمعاهدة في العام 1970، أُغتيل في فترة تسعة أشهر رئيسان يمنيان هما أحمد الغشمي وإبراهيم الحمدي، ودخل اليمن (شماله وجنوبه) في دوامة صراعات داخلية عطلت إمكانية (من الجانب اليمني على الأقل) بدء مفاوضات حولها. وهكذا عاشت المعاهدة بقوة الاستمرار.

### ما بعد حرب الإنفصال
تمثلت هذه المرحلة في اتهام كل جانب للأخر باختراقات حدودية لا راضية وعبور الحدود المتفق عليها في اتفاقية الطائف وقيام المباحثات بينهما من أجل الوصول إلى التسوية فقد صدر في البداية بيان عن وزارة الخارجية اليمنية، أشار إلى أن السعودية نفذت أعمالا تمس بسيادة اليمن على أراضيها باستحداث نقاط للمراقبة وشق عدد من الطرق في عمق الأراضي اليمنية في مناطق واقعة على الحدود تابعة لمحافظاتصعدة وحضرموت والمهرة فردت السعودية بأن تلك الاستحداثات قد جرت في الأراضي السعودية، وأن ما قامت به هو شق طريق لخدمات القرى السعودية التي لا تصلها الطرق داخل حدودها بموجب معاهدة الطائف، وأن القوات اليمنية قامت بإطلاق النار وقتل أحد أفراد المعدات التي كانت تشق الطريق (في ديسمبر 1994) وتجاوزت القوات اليمنية الحدود السعودية بعشرة كيلو مترات وقد أكد وزير الداخلية اليمنى العميد يحيى المتوكل أن قوات حرس حدود القبائل اليمنية اشتبكت مع قوات حرس الحدود السعودية على طول الحدود بين البلدين لمدة أربعة أيام وقد تم الاتفاق بين وزيرى داخلية البلدين على تشكيل لجنة لمعالجة آثار الحوادث الحدودية كما جرى أيضا لقاءين بين الرئيس اليمنى علي عبد الله صالح والأمير عبد الله بن عبد العزيز ولي العهد السعودي على هامش القمة الإسلامية التي عقدت بالمغرب في ديسمبر 1994 ومع ذلك، فقد وقع حادث حدودي آخر في المنطقة الجنوبية الشرقية (منطقة الخرخير) للحدود اليمنية السعودية، إذ عبرت دورية عسكرية سعودية الحدود إلى اليمن وهاجمت موقعا يمنيا، كما أن السعودية تحشد قواتها على الحدود مع اليمن، وأن الطائرات ومنصات إطلاق الصواريخ السعودية انتشرت على مقربة من محافظتي صعدة والمهرةعلى بعد 230 كم من صنعاء ووقعت عدة اشتباكات مسلحة بين البلدين هذا في الوقت الذي أعلنت فيه السعودية أن قوات يمنية اجتازت الحدود، واحتلت مركزا حدوديا سعوديا وكان من المقرر أن تجري مباحثات بين الجانبين ولكن هذا الحادث الحدودي أدى إلى تأجيل اللقاء بين الوفدين وهنا تدخلت الوساطة من قبل بعض الأطراف العربية لتهيئة الجو لتلك المحادثات فقد أرسل الرئيس السوري حافظ الأسد نائبه عبد الحليم خدام وزير الخارجية فاروق الشرع لأجراء مباحثات مع المسئولين في السعودية واليمن، وبالفعل جرت هذه المحادثات مع الجانبين السعودي واليمني، كما أجرى الرئيس الأسد اتصالاته بالملك فهد والرئيس علي عبد الله صالح ومن ناحية أخرى قابل الرئيس حسني مبارك الرئيس اليمنى في مطار القاهرة وأجرى اتصالاته مع الملك فهد والرئيس السوري وقد أسفرت تلك الاتصالات من قبل سوريا ومصر عن صدور بيان سعودي يمني مشترك جاء فيه بأنه قد تم الاتفاق على إعادة الأوضاع إلى ما كانت عليه وعدم اللجوء إلى استخدام القوة بينهما وتطلعهما إلى استئناف المحادثات الثنائية بينهما لحل مشاكل الحدود المعلقة وعزمهما على توفير الأجواء المناسبة لنجاح المفاوضات الثنائية وعودة علاقاتهما إلى طبيعتها بروح من التفاهم والأخوة وحسن الجوار وبما يكفل تعزيز الأمن والاستقرار في المنطقة.

## التفاهم
سافر وفد يمنى إلى السعودية برئاسة الشيخ عبد الله بن حسين الأحمر رئيس البرلمان وعضوية عبد القادر باجمال نائب رئيس الوزراء ووزير التخطيط، وعبده على عبد الرحمن نائب وزير الخارجية، وذلك لأجراء مباحثات مع الجانب السعودي وتألف الوفد السعودي من الأمير سعود الفيصل وزير الخارجية رئيسا وعضوية كل من عبد العزيز الخويطر وزير المعارف وعلى بن مسلم المستشار في الديوان الملكي وقد أكد الشيخ الأحمر بتأبيد من الجانب السعودي وأن أجواء التوتر أزيلت أيضاً، وأشار إلى عدم وجود أي حشود عسكرية من الطرفين على جانبي الحدود بعد سحب القوات إلى مواقعها قبل اندلاع الحادث الحدودي الأخير.
وجرت عدة اجتماعات بين الوفدين، وتم تبادل ورقتي العمل من الجانبين وأوضح مصدر يمني أن نقاط التلاقي في الورقتين كثيرة، وأن الجانبين أبديا عزمهما على مواصلة الحوار للتوصل إلى ورقة عمل مشتركة ومن المناسب هنا في هذا السياق طرح التصريحات التي صدرت من المسئولين في البلدين إذ صرح الرئيس اليمني علي عبد الله صالح بأن بلاده غير مستعدة للدخول في حرب مع أشقائها العرب وأناليمن يؤمن بالحوار لحل أي مشكلة سياسية أو حدودية وقال أنه يقبل في إطار الحوار أن يكون أساس حل المشكلة هو اتفاقية الطائف كمنظومة متكاملة، وقد عرضنا على السعودية إنشاء لجنة عليا تتفاوض، فإن لم تتوصل لتسوية، نلجأ إلى التحكيم أو محكمة العدل الدولية وأشار إلى أن السعودية لها قواعد عسكرية في جيزان وخميس مشيط وشروره وأن هذه القواعد لا تشكل أي مخاوف بالنسبة لليمن حيث تكون العلاقات طبيعية بين البلدين، لكنها تسبب مخاوف لليمن حيث تكون العلاقات غير طبيعية وأن ثمة اتجاها لفرض الأمر الواقع وأضاف أن ما بذلته الجمهورية اليمنية من جهود عبرت عن نيات حسنة ورغبة صادقة في حل قضية الحدود على أساس الحوار والتفاهم الأخوي وبما يضمن الحقوق المشروعة للطرفين ويجعل الحدود جسوراً للتواصل والمحبة بين الشعبين الشقيقين وفي المقابل أكد الملك فهد التزام بلاده بالسلام مع اليمن في نزاعها الحدودي.
وقد صرح الأمير سعود الفيصل وزير الخارجية أن الملك فهد اختار انتهاج سياسة ضبط النفس والتروى بالرغم من أن عدداً من التجاوزات الحدودية بدأ منذ شهر ديسمبر 1994 وأن السعودية تريد عدم تصعيد الأمور مع اليمن ولكنها لن تقبل بالأمر الواقع الذي يحاول اليمن فرضه وخصوصاً أن الوعد الذي أعطى لنائب الرئيس السوري بالانسحاب اليمني لم ينفذ بل أن اليمن عززت قواتها في المركز الذي احتلته وقد أدت الوساطة السورية إلى تكوين لجنة قانونية من الجانبين بحثت في مسألتين إجرائيتين هما، الخلاف القائم حول صيغة ترسيم الحدود التي لم تتناولها معاهدة الطائف الموقعة عام 1934، وتعيين خط الحدود البرية بين السعودية واليمن الجنوبي (سابقاً) إضافة إلى ترسيم ما تبقى من خط الحدود الذي يبدأ من منطقة رأس المعوج على البحر الأحمر إلى وادي جيزان فجبل الثار وفي إطار هذه الخطوة من المباحثات، فقد تم رفع المستوى السياسي للمفاوضات بحلولإبراهيم العنقري المستشار الخاص للملك فهد محل علي بن مسلم بينما حل إسماعيل الوزير المستشار القانونى للرئيس اليمنى محل عبده على عبد الرحمن نائب وزير الخارجية وقد توصل الجانبان إلى تجاوز كل القضايا الإجرائية عن طريق تشكيل أربع لجان مشتركة تم التفاوض المبدئي عليها وهي:
- لجنة عسكرية تكون مهمتها مراقبة الأوضاع على الحدود بين البلدين والحيلولة دون أي نشاط عسكرى قد يهدد الاستقرار في المناطق الحدودية وكذلك وقف عمليات التهريب.
- لجنة للحدود تنبثق منها لجان فرعية تعنى بقضايا تحديد الحدود وترسيمها ووضع علاماتها.
- لجنة ثالثة على مستوى وزارى مهمتها تطبيع العلاقات بين البلدين والأشراف على أعمال اللجان الثلاث، ولجنة رابعة عليا لم تحدد مهمتها بعد مذكرة التفاهم.

أسفرت المباحثات الثنائية بين البلدين عن التوقيع على مذكرة للتفاهم في تتكون من 11 مادة:ـ
| الحدود السعودية اليمنية | المادة 1: يؤكد الطرفان تمسكهما بشرعية وإلزامية معاهدة الطائف الموقعة عام 1934 وملاحقها المادة 2: تشكل لجنة مشتركة من عدد متساوى من الطرفين خلال مدة لا تتجاوز ثلاثين يوما تكون مهمتها تحديد العلامات المقامة طبقا لتقارير الحدود الملحقة بالمعاهدة الموجود منها والمندثر، وذلك ابتداء من نقطة الحدود ـ رصيف البحر تماما رأس المعوج شامى لمنقذرديف قراد ـ بين ميدى والموسم وحتى آخر نقطة سبق ترسيمها في جبل الثار، واستخدام الوسائل العلمية لإقامة العلامات الساريات عليها وذلك بالاتفاق مع شركة متخصصة لتنفيذ ذلك، يتم اختيارها من قبل الطرفين وتقوم الشركة بعملها تحت أشراف اللجنة. المادة 3: تستمر اللجنة الحالية المشكلة من البلدين في عملها لتحديد الإجراءات اللازمة والخطوات التي تؤدى إلى ترسيم ما تبقى من الحدود بدءاً من جبل الثار وحتى منتهى حدود البلدين، بما في ذلك الاتفاق على كيفية التحكيم في حال الاختلاف بين البلدين. المادة 4: تشكل لجان مشتركة تتولى التفاوض بشأن تعيين الحدود البحرية وفقا للقانون الدولي ابتداء من نقطة الحدود على ساحل البحر الأحمر المشار إليها في المادة الثانية. المادة 5: تشكل لجنة عسكرية مشتركة رفيعة المستوى من الطرفين لضمان منع أى استحداثات أو تحركات عسكرية أو غيرها وذلك على الحدود بين البلدين. المادة 6: تشكل لجنة وزارية مشتركة لتطوير العلاقات الاقتصادية والتجارية والثقافية بين البلدين وتعزيز اوجه التعاون بينهما، وتبدأ هذه اللجنة عملها خلال 30 يوماً من تاريخ التوقيع على هذه المذكرة المادة 7: تعيين لجنة عليا مشتركة للعمل على تحقيق ما سبق وتسهيل مهمات اللجان المذكورة وإزالة ما قد يعترض سير أعمالها من معوقات أو صعوبات. المادة 8: يؤكد البلدان التزام كل منهما بعدم السماح باستعمال بلاده قاعدة ومركزاً للاعتداء على البلد الآخر أو للقيام بأي نشاط سياسي أو عسكري أو إعلامي. المادة 9: من أجل الاستمرار في المحافظة على تهيئة الأجواء الودية المناسبة لإنجاح المحادثات يلتزم كل طرف بعدم القيام بأى نشاط دعائى ضد الطرف الآخر. المادة 11: ليس في هذه المذكرة ما يتضمن تعديلات لمعاهدة الطائف وملاحقها بما في ذلك تقارير الحديد يتم ضبط وتدوين كل ما يتم في اللجان المذكورة في محاضر يوقع عليها من قبل المسلولين في الجانبين وتصبح نافذة من تاريخ تبادل وثائق التصديق عليها وتعد هذه المذكرة بداية الطريق العملى لحل مشكلة الحدود وعلى الجانبين أن يستكملا الخطوات اللازمة لوضع هذه المذكرة موضع التنفيذ | الحدود السعودية اليمنية |

وفى هذا الصدد نرصد عدداً من الملاحظات:
- أعلنت اليمن قبولها لتدخل أطراف ثالثة لحل المشكلة، في حين فضلت السعودية حل المشكلة في الإطار الثنائي، وقد اقترحت اليمن تشكيل لجنة عسكرية يمنية ـ سعودية برئاسة عيسى رئيس هيئة الأركان وبإشراف ممثلين من كل من مصر وسوريا للاطلاع ميدانيا على حقيقة الأوضاع والتأكد من عدم وجود الحشود العسكرية السعودية على حدود الأراضي اليمنية، لكن الأمير سلطان بن عبد العزيز النائب الثاني لرئيس مجلس الوزراء وزير الدفاع والطيران السعودي صرح بقوله ـ نحن نرحب بكل لقاء أخوى وكل تأييد أخوى لمبادئ السلام والمحبة سواء من إخواننا في سورية أو في مصر، لكن العلاقات السعودية ـ اليمنية لا تستوجب الآن دخول أي أخ عربي.
- قبول الطرفين ما نصت عليه اتفاقية الطائف كمنظومة متكاملة لتسوية قضية الحدود بين البلدين.
- أن المباحثات الثنائية من أفضل وأجدى أنواع المباحثات التي تساعد على إيجاد حلول للمشكلات التي تقع بين الدول وهو ما ظهر في المباحثات الثنائية السعودية اليمنية التي وصلت إلى مذكرة للتفاهم، وهو ما يعتبر خطوة هامة على طريق حل الخلاف بينهما بالطريق السلمى، ومثالا لدول أخرى لديها مشاكل تحاول الوصول لتسوية لها.
- وضح من المحادثات بين البلدين، مدى إصرار الجانب اليمنى على تسوية الخلاف الحدودى مع السعودية، وظهر ذلك في مظاهر عديدة منها ما صرح به ـ الشيخ الأحمر ـ بأنه لن يبرح السعودية إلا إذ تم الاتفاق مع السعودية على تصور نهائي لتسوية الخلاف ولا يقل الإصرار السعودي عن الإصرار اليمنى وهكذا فإن الإصرار العملى مع الإصرار الخطابى الإيجابى دفع في اتجاه تسوية الخلاف (5) أن تسكين المشكلات، وعدم أيجاد حل جذرى لها لا ينهى المشكلة، فقد يثور سبب ما يدفع إلى خروج المشكلة على السطح مرة أخرى وقد وضح ذلك من الخلاف الحدودى اليمنى ـ السعودي فلم تثر أية مشكلة في عام 1954، 1974 بخصوص الاتفاقية التي نظمت الحدود بين البلدين في عام 1934 ولكن بروز أسباب في الآونة الأخيرة دفع إلى إثارة المشكلة وبروزها مرة أخرى وهذا يعلمنا درسا وهو أن نبادر لحل المشكلات، وأن لا نعول كثيرا على تسكين المشكلات لأنها ستثور في يوم من الأيام، لأنها في البداية والنهاية مشكلة، والمشكلة لابد لها من حل وسيستمر الجانبان في التفاوض حتى يتوصلا لتسوية نهائية للخلاف الحدودى ربما يعود بالخير على البلدين، والأمة العربية، ويكون ذلك نموذجا يحتذى به في حل الخلافات الحدودية الموجودة على الساحتين العربية والدولية ويتحقق السلام.

## معاهدة جدة وترسيم الحدود
حددت معاهدة جدة التي عقدت 12 يونيو 2000م بين المملكة العربية السعودية والجمهورية اليمنية الحدود النهائية بين الدولتين.
حيث تضمنت المعاهدة التزام الطرفان بمعاهدة الطائف لتحديد خطوط الحدود الفاصله بين السعودية وأجزاء اليمن الشمالي (سابقاً) وبالنسبة للأجزاء التي كانت ضمن (اليمن الجنوبي سابقاً) تم الإتفاق على ترسيم هذا الجزء بصورة ودية، ويبدأ هذا الجزء من جبل الثأر وينتهي عند النسق الجغرافي لتقاطع خط عرض (19) شمالاً مع خط طول(52) شرقاً.
وتضمنت تحديد منطقة الرعي بعشرين كيلو متراً بحيث يحق للرعاة من البلدين استخدام مناطق الرعي ومصادر المياه على جانبي هذا الجزء من خط الحدود استناداً إلى التقاليد والأعراف القبلية السائدة لمسافة لا تزيد عن عشرين كيلو متراً.
وتضمنت أنه لا يجوز لأي من الطرفين المتعاقدين حشد قواته المسلحة على مسافة تقل عن عشرين كيلو متراً على جانبي الحدود ويقتصر نشاط أي طرف في كل جانب على تسيير دوريات أمن متنقلة باسلحتها الاعتيادية.
وفي حالة اكتشاف ثروة طبيعية مشتركة قابلة للاستخراج والاستثمار على طول خط الحدود بين البلدين بدءاً من رصيف البحر تماماً رأس المعوج شامي لمنفذ رديف قراد وحتى نقطة تقاطع خط عرض (19) شرقاً مع خط طول (52) شمالاً
فان الطرفين المتعاقدين سوف يجريان المفاوضات اللازمة بينهما للاستغلال المشترك لتلك الثروة.

## الجدار العازل
أنشئت المملكة العربية السعودية سياج مكهرب على الحدود السعودية اليمنية بمسافة 2,000 كيلو متر. ويمتد من البحر الأحمر غرباً وحتى حدود سلطنة عمان شرقاً، ويبلغ ارتفاع الجدار ثلاثة أمتار ومزود بأنظمة رصد إلكترونية.، وكانت السعودية قد بدأت ببناء جدار اسمنتي في سبتمبر 2003 ووصلت لطول 75 كيلو متر فحدث نزاع عنيف مع الحكومة اليمنية حيث قالت الحكومة اليمنية أن بناء هذا الجدار يعد مخالف لاتفاقية الحدود الموقع في عام 2000 أدى الخلاف لإيقاف البناء في فبراير 2004. تضمنت معاهدة جدة الحدودية تحديد منطقة الرعي بعشرين كيلو متراً بحيث يحق للرعاة من البلدين استخدام مناطق الرعي ومصادر المياه على جانبي هذا الجزء من خط الحدود استناداً إلى التقاليد والأعراف القبلية السائدة لمسافة لا تزيد عن عشرين كيلو متراً. وتضمنت انه لا يجوز لأي من الطرفين المتعاقدين حشد قواته المسلحة على مسافة تقل عن عشرين كيلو متراً على جانبي الحدود ويقتصر نشاط أي طرف في كل جانب على تسيير دوريات أمن متنقلة باسلحتها الاعتيادية.
أعادت السعودية عملية بناء الحاجز في 2013 وذكرت بي بي سي أن الحاجز يبلغ طوله 2000 كم، لإغلاق الحدود بينها وبين اليمن، ويقول فرانك غاردنر مراسل بي بي سي للشؤون الأمنية، الذي زار الحدود بين البلدين، إن الجزء الأول من الحاجز قد اكتمل بناؤه.
وقالت مصادر أمنية سعودية لبي بي سي إن الإجراء من شأنه حماية المملكة من تنامي ظاهرة العنف في اليمن ويهدف للحيلوية دون دخول يمنيين إلى السعودية بشكل غير شرعي، ووقف أي نشاط محتمل لتنظيم القاعدة.

## اشتباكات 2015
اشتعلت الحدود اليمنية - السعودية بعد انتهاء عملية عاصفة الحزم حيث هاجم الحوثيين نجران بصواريخ هاون تسببت في مقتل 3 مواطنين سعوديين، كما ان السعودية تصدت لاكثر من هجوم بري من قبل الحوثيين لاستهداف السعودية.